# Scaphinotus liebecki
Scaphinotus liebecki är en skalbaggsart som beskrevs av Vandyke. Scaphinotus liebecki ingår i släktet Scaphinotus och familjen jordlöpare. Inga underarter finns listade i Catalogue of Life.